# Lucius Salvius Otho
Lucius Salvius Otho war der Sohn von Marcus Salvius Otho und der Vater des späteren Kaisers Otho.

## Leben
Lucius Salvius Otho wurde bei seiner politischen Karriere von Kaiser Tiberius besonders bevorzugt. Er durchlief die hauptstädtischen Ehrenämter und wurde entweder unter Caligula oder Claudius Prokonsul der Provinz Africa. Zudem verwaltete er erfolgreich mehrere außerordentliche Militärkommandos. Im Jahr 33 n. Chr. erlangte Otho das Suffektkonsulat.
In Illyrien ließ er um das Jahr 42 n. Chr. einige Soldaten hinrichten, die beim Aufstand des Lucius Arruntius Camillus Scribonianus aus Reue über ihre Teilnahme an der Revolte ihre Vorgesetzten als Anstifter ermordet hatten, obwohl er wusste, dass sie für ebendiese Tat kurz zuvor von Kaiser Claudius befördert worden waren. Dadurch sank er in der Gunst des Kaisers erheblich. Otho erlangte diese jedoch wieder, als er durch den Verrat von Sklaven den Mordanschlag eines römischen Ritters gegen Claudius aufdeckte. Der Senat ehrte ihn daraufhin durch das Aufstellen einer Statue im Palatium und Claudius ließ ihn in den Patrizierstand erheben.

## Familie
Otho war mit Albia Terentia, einer Frau aus einer vornehmen römischen Familie, verheiratet. Er hatte mit ihr zwei Söhne, Lucius Salvius Otho Titianus und Marcus Salvius Otho, den späteren Kaiser, sowie eine Tochter, die noch vor dem Erreichen des heiratsfähigen Alters mit Drusus Caesar, dem Sohn des Germanicus verlobt wurde.